# Anne otthonra talál (regény)
Az Anne otthonra talál (angolul: Anne of Green Gables) Lucy Maud Montgomery kanadai írónő 1908-ban megjelent regénye; az Anne Shirley-sorozat első kötete. A 19. század végén játszódó regény a 11 éves árva lány, Anne Shirley kalandjairól szól, aki tévedésből került a két idősödő testvérhez, Matthew és Marilla Cuthberthez. Ők eredeti szándékuk szerint egy fiút fogadtak volna be, hogy segítsen nekik a Prince Edward-szigeten lévő gazdaságukban. Az olvasó tanúja lehet annak, hogy Anne miként éli mindennapjait Cuthbertékkel Avonlea városában és az iskolában. 
A kiadás óta az Anne otthonra talál több mint 50 millió példányban kelt el világszerte, és legalább 36 nyelvre lefordították. Montgomery még további hét folytatást írt, a nyolckötetesre bővült sorozat az írónő halála óta újabb kiadást élt meg, valamint előzmény is született. 2023-ban magyar kiadásban Anne a Zöld Oromból címen is megjelent a Manó Könyvek gondozásában, Morcsányi Júlia fordításában.
A könyvből több film, televíziós film, animációs és élőszereplős sorozat, valamint musical és színdarab készült.

## Előzmények
A regény megírása során az írónőt olyan feljegyzések inspirálták, melyeket fiatal lányként készített egy házaspárról, akik tévedésből lányt kapnak a kért fiú helyett, ám végül úgy döntöttek, hogy megtartják. Montgomery a Prince Edward-szigeten szerzett gyermekkori élményeit használta fel az íráskor; a főhősnő arcához, fiatalos idealizmusához és szellemiségéhez pedig Evelyn Nesbit amerikai modell fényképe szolgált mintául, melyet a New York-i Metropolitan Magazin egyik számából vágott ki, és a szobájában őrizte. További ihletet adtak az Ann nevű árva lányokról szóló, akkoriban népszerűségnek örvendő történetek. Karakterét megkülönböztette azzal, hogy nevének végére e-t illesztett. A regény többi szereplőjét – például Gilbert Blythe-ot – ismerőseiről mintázta. Elmondása szerint alkonyatkor írta művét, miközben ablakánál ült, és körülpillantott Cavendish mezőin.  

## Összefoglaló
Az Új-Skóciában lévő kitalált községből, Bolingbroke-ból származó Anne Shirley az ötvenes, illetve hatvanas éveiket taposó testvérpárhoz, Marilla és Matthew Cuthberthez kerül, miután életének tizenegy évét idegenek házában és árvaházban töltötte. Örökbefogadóik eredeti szándékuk szerint egy fiút szerettek volna, aki majd segít Matthew-nak az Avonlea-ben található gazdaságban. Egy félreértésből adódóan azonban Anne-t küldik hozzájuk. 
Anne képzelete tele van fantáziával; könnyen túlbuzgó és imádja a drámát. Viszont vörös haját, szeplőit és sovány alkatát megveti, de orrát szépnek találja. Szeret beszélni, különösen, ha fantáziájának és álmainak leírása kerül sor. A szigorú Marilla először vissza akarja küldeni az árvaházba, de sok megfigyelés és megfontolás után, illetve csendes bátyja bátorításával egyetemben úgy dönt, hogy mégis maradhat a Zöldmanzárdos házban. Anne gyorsan beilleszkedik, és sok örömet talál az életben, képzelete és beszédessége feldobja a ház addigi életét.   
A könyv főhősnőnk küzdelmeit és az első igazi otthonra találásának örömeit követi nyomon: az iskola, ahol gyorsan és kitűnően végzi tanulmányait, Diana Barry-vel, a vele egyidős szomszéd lánnyal való barátsága (ahogy Anne kedvesen nevezi őt: kebelbarát), az első irodalmi ambíciói, s végül az ő versengése osztálytársával, Gilbert Blythe-tal, aki vörös haja miatt répának csúfolja. Ezzel egyből magára haragítja Anne-t, de utána többször is azon fáradozik, hogy a lány megbocsásson neki. Anne eleinte szándékosan nem vesz róla tudomást, de az idő múlásával rájön, hogy már nem érez iránta gyűlöletet, csupán büszkesége és kitartása gátolja abban, hogy szóba álljon vele.                    
A regény természetesen Anne Avonlea-ben történő kalandjaiba is betekintést nyújt: játékidő legjobb barátnőjével, Diana-val, a nyugodt és békés habitusú Jane Andrews-al és a gyönyörű, férfifaló Ruby Gillis-el. A sors összehozza a kellemetlen Pye-nővérekkel, Gertie-vel és Josie-val; valamint az otthoni slamasztikákkal: például zöldre festi a haját, holott feketére akarta, vagy Diana-t véletlenül ribiszkeborral kínálja (a piros színe miatt azt hitte, málnaszörp), amitől ő felönt a garatra.                     
Amikor Anne tizenöt éves lesz, sikeres felvételi vizsgát követően a charlottetown-i Queens Akadémián tanul tovább Gilberttel, Jane-nel, Rubyval, Josie-val és több más diákkal együtt, hogy tanári képesítést és engedélyt szerezzen. Diana nem tart velük, mert édesanyja azt szeretné, hogy a háztartási teendőkre koncentráljon. Anne olyan jól tanul az akadémián, hogy kettő helyett egy év alatt szerzi meg az engedélyt, és elnyeri az Avery-ösztöndíjat is, amely lehetővé teszi számára, hogy a képzeletbeli új-skóciai Redmond College-on (ami tulajdonképpen a halifaxi Dalhousie Egyetemen alapul) kaphasson diplomát.                     
Amikor már úgy tűnik, Anne számára egyenes út vezet az oklevélhez, tragédia történik: Matthew – miután értesül ama bank bukásáról, melyben ő és Marilla pénze volt – végzetes szívrohamot kap. A tizenhat éves lány Marilla és a Zöldmanzárdos ház iránt érzett odaadásból lemond az ösztöndíjról, hogy Marilla mellett maradhasson, akinek a látása egyre csak romlik. Elhatározza, tanítani fog, mégpedig a carmody-i iskolában. Gilbert ezt megtudja, lemond az avonlea-i iskolai tanári posztjáról, és maga helyett Anne-t ajánlja: abban bízik, hogy a lány ezzel végre megbocsát neki. Anne nagyon meglepődik, amikor tudomására jut ez a kedves cselekedet, és mikor találkozik a fiúval, megbocsát neki, s innentől kezdve barátok lesznek.

## Szereplők

### Zöldmanzárdos ház
- Anne Shirley: képzelőerővel teli, beszédes, vörös hajú árva lány, aki 11 éves korában kerül az idős testvérpárhoz. Nagyon érzékeny, különösen a hajára. Mielőtt a Zöldmanzárdos házba került, árvaházban, illetve más családoknál lakott (először Mrs. Thomasnál, majd Mrs. Hammondnál), ahol nála fiatalabb gyerekekre vigyázott (három iker párra egymás után).
- Marilla Cuthbert: Matthew húga, szigorú, de tisztességes hölgy, akinek azért titkon humorérzéke is van. Anne érkezése előtt élete színtelen és örömtelen volt. Megpróbálja fegyelmezni és nevelni a kislányt, de aztán megszereti életakarását és örömét.
- Matthew Cuthbert: Marilla bátyja, félénk, kedves ember, aki kezdettől fogva szereti Anne-t. Hamar barátokká (rokon lelkekké) válnak, és ő az első, aki kimutatja szeretetét a kislánynak. Noha Marilla neveli elsődlegesen Anne-t, Matthew néha nem ért egyet módszereivel, s ezért csinos ruhákkal és egyéb csecsebecsékkel kényezteti a lányt.

### Anne barátai, osztálytársai
- Diana Barry: Anne kebelbarátja és rokon lélek. Amikor először találkoznak, rögtön barátok lesznek. Ő az egyetlen Anne-nel egyidős lány, aki a Zöldmanzárdos ház közelében lakik. Anne csodálja csinos, fekete haját, hibátlan arcát és kedves hajlamát. Diana-nak ugyan nincs képzelőereje, de nagyon hűséges hozzá. Sok Avolea-i fiú szívét törte már össze.
- Gilbert Blythe: jóképű, okos és szellemes fiú. Két évvel idősebb Anne-nél. Ő nem tudja, hogy a lány mennyire érzékeny a hajára, és egyik órán úgy akarja felhívni magára a figyelmét, hogy meghúzza az egyik hajfonatát, és mindenki füle hallatára répának szólítja, aminek az lesz az eredménye, hogy a lány fogja a palatábláját és széttöri a fiú fején. Nagyon sokáig próbálkozik a bocsánatkéréssel, de Anne haragja és kitartása megakadályozza ebben. A regény végére azonban kibékülnek és barátokká válnak.
- Ruby Gillis: Anne másik barátnője. Mivel több felnőttkorú nővére van, előszeretettel osztja meg barátaival udvarlási ismereteit. Gyönyörű, hosszú aranyszőke haja van. Úgy tesz mintha idegesítené, hogy a nevét felírják fiúkéval, de igazából örül neki.
- Jane Andrews: Anne iskolatársa, szerény és értelmes lány. Elég jól tanul ahhoz, hogy csatlakozzon a Queens Akadémiára felvételiző csoporthoz. Az egyetemen segítik egymást Anne-nel és jó barátok lesznek.
- Josie Pye: általában nem szereti a többi lányt (akárcsak a testvérei). Hiú, becstelen és féltékeny Anne népszerűségére. Nagyon szerelmes Gilbertbe és ezért idegesíti, hogy Gilbert szívesebben van Anne közelében, mint vele, ezért megpróbálja magára felhívni a figyelmet, hogy Gilbert belé szeressen. Szereti piszkálni az embereket.

### Avonlea lakói
- Mrs. Rachel Lynde: Matthew és Marilla szomszédja. Figyelemre méltó, de ugyanúgy szorgalmas és karitatív asszony. Annak ellenére, hogy kezdetben negatív véleménye van Anne-ről (amikor először meglátja, kritikájával egyből a lány lelkébe gázol, s Anne ezért nem uralkodik magán, mikor visszavág), aztán egyre közelebb kerülnek egymáshoz. Mrs. Lynde Thomas felesége, és tíz gyermeket neveltek fel.
- Mr. Thomas Lynde: Matthew és Marilla szomszédja. A környéken mindenki csak úgy emlegeti, hogy Mrs. Rachel Lynde férje. Nagyon félénk kis ember. Igazából Rachel az erőteljesebb személyiség Thomas inkább csöndes.

- Mr. Phillips: Anne első tanítója Avonlea-ben, és eléggé népszerűtlen diákjai között. Anne nevét folyamatosan elírja ("e" nélkül), és amikor tizenkét diákja késve érkezik az iskolába, csak őt bünteti meg, illetve azért is, mert széttörte a palatáblát Gilbert fején. Szinte mindenki tudja, hogy képtelen fegyelmet tartani az órákon. Egyik idősebb diákjának, Prissy Andrews-nak udvarol.
- Miss Muriel Stacy: Anne új tanítónője, aki Mr. Phillips helyére érkezik. Együttérző jelleme vonzza a diákokat, ám Avonlea néhány régimódi családja bírálja tanítási módszereit. Rokon lélek, s Anne mentorként tekint rá. Miss Stacy arra buzdítja a lányt, hogy fejlessze jellemét és értelmét; segít neki, illetve a többi diáknak a felvételi vizsgára való felkészülésben.
- Mr. és Mrs. Allan: A tiszteletes és felesége is barátkoznak Anne-nel, és Mrs. Allan különösen közel áll hozzá. Anne elbűvölőnek és rokon léleknek tartja.
- Mr. és Mrs. Barry: Diana szülei. Mr. Barry a könyv végén bérleti díjat ajánl fel, hogy megvegye a Zöldmanzárdos ház gazdaságát, ezzel segítve Anne-t és Marilla-t, miután elvesztették Matthew-t. Mrs. Barry szigorú szülő. Amikor Anne véletlenül leitatja Diana-t, megtiltja neki, hogy találkozzon vele. Ez akkor veszti hatályát, amikor Anne megmenti kisebbik lányát, a krupptól szenvedő Minnie May-t.
- Minnie May Barry: Diana húga, akinek Anne menti meg az életét, amikor elkapta a kruppot.

### Többiek
- Miss Josephine Barry: Diana idős nagynénje. Kezdetben szigorú és rideg, de Anne személye és képzelőereje hamar elszórakoztatja, s meghívja őt és Diana-t teára. Anne-t "Anne-lány"-nak szólítja, sőt karácsonyi ajándékot (gyöngyös, elegáns cipőt) is küld neki.
- Mrs. Hammond: Anne nála lakott, mielőtt árvaházba került. Három ikergyermeke van, s mindegyikről a lánynak kell gondoskodnia. Férje hirtelen halála után felszámolja háztartását, a gyerekeit szétosztja rokonai között, és Anne-t Hopetown árvaházába küldi.

## Kapcsolódó művek
Miután Montgomery első regénye népszerű lett, megírta a folytatásokat is. Anne Shirley történetét további hét kötetben követhetjük nyomon. Az alábbi táblázat az eredeti és magyar címeket, megjelenésük évét és Anne életkorát tartalmazza, valamint hogy a regények melyik idősíkban játszódnak. Bár Montgomery konkrétan nem írta, melyik évben játszódnak a sorozat cselekményei, néhány említett regényből (pl. a Ben-Hur) következtetni lehet arra, hogy a 19. század utolsó negyedében járhatunk. Egy másik könyv (Sarah McCoy: Marilla a Zöld Oromból) prológusa 1876-ban játszódik: itt említésre kerül, hogy Matthew és Marilla örökbe fogadhatnának egy kisfiút béresnek.
| Sorszám | Eredeti cím            | Magyar cím                 | Megjelenés éve | Magyar fordítás megjelenése | Fordította         | Anne életkora (év) | Idősík    |
| ------- | ---------------------- | -------------------------- | -------------- | --------------------------- | ------------------ | ------------------ | --------- |
| 1       | Anne of Green Gables   | Anne otthonra talál        | 1908           | 1992                        | Szűr-Szabó Katalin | 11-16              | 1876-1881 |
| 2       | Anne of Avonlea        | Anne az élet iskolájában   | 1909           | 1993                        | Szűr-Szabó Katalin | 16-18              | 1881-1883 |
| 3       | Anne of the Island     | Anne válaszúton            | 1915           | 1994                        | Szűr-Szabó Katalin | 18-22              | 1883-1887 |
| 4       | Anne of Windy Poplars  | Anne új vizekre evez       | 1936           | 1995                        | Szűr-Szabó Katalin | 22-25              | 1887-1890 |
| 5       | Anne's House of Dreams | Anne férjhez megy          | 1917           | 1996                        | Szűr-Szabó Katalin | 25-27              | 1890-1892 |
| 6       | Anne of Ingleside      | Anne családja körében      | 1939           | 1997                        | Szűr-Szabó Katalin | 34-40              | 1899-1905 |
| 7       | Rainbow Valley         | Anne és a Szivárvány-völgy | 1919           | 1997                        | Szűr-Szabó Katalin | 41-43              | 1906-1908 |
| 8       | Rilla of Ingleside     | Anne gyermekei a háborúban | 1921           | 1997                        | Szűr-Szabó Katalin | 49-53              | 1914-1918 |

| Eredeti cím                   | Magyar cím           | Megjelenés éve | Magyar fordítás megjelenése | Fordította         | Anne életkora (év) | Idősík    |
| ----------------------------- | -------------------- | -------------- | --------------------------- | ------------------ | ------------------ | --------- |
| Chronicles of Avonlea         | Avonlea-i krónikák   | 1912           | 2008                        | Szűr-Szabó Katalin | 20                 | 1885      |
| Further Chronicles of Avonlea | Avonlea-i krónikák 2 | 1920           | 2010                        | Szűr-Szabó Katalin | 20                 | 1885      |
| The Blythes Are Quoted        | Gleni krónikák       | 2009           | 2024                        | Szűr-Szabó Katalin | 40-75              | 1905-1940 |

## Magyarul
- Anne otthonra talál; ford. Szűr-Szabó Katalin, Európa, Bp., 1992
- Anne a Zöld Oromból; ford. Morcsányi Júlia, Manó Könyvek, Bp., 2023

## Fordítás
- Ez a szócikk részben vagy egészben  az   Anne of Green Gables című angol Wikipédia-szócikk ezen változatának fordításán alapul.  Az eredeti cikk szerkesztőit annak laptörténete sorolja fel. Ez a jelzés csupán a megfogalmazás eredetét és a szerzői jogokat jelzi, nem szolgál a cikkben szereplő információk forrásmegjelöléseként.